# Молин Нуово (Арецо)
Молин Нуово је насеље у Италији у округу Арецо, региону Тоскана.
Према процени из 2011. у насељу је живело 45 становника. Насеље се налази на надморској висини од 333 м.